# 傑比萊特羅斯法

34°51′51″N 0°50′06″E / 34.86417°N 0.83500°E
傑比萊特羅斯法（阿拉伯语：‎），是阿爾及利亞的城鎮，位於該國北部提亞雷特省，由艾因凱爾邁斯區負責管轄，面積471平方公里，海拔高度911米，2008年人口4,930，人口密度每平方公里10人。